# Gustav Heyer
Gustav Richard Heyer (29 de abril de 1890 – 19 de noviembre de 1967) fue un psicólogo junguiano, "la primera persona significativa en Alemania atraída por la psicología de Jung".

## Vida
Heyer fue Doctor en Medicina en Múnich. En 1918 se casó con Lucie Grote, una masajista, bailarina y estudiante de Elsa Gindler. Heyer y su esposa fueron pioneros en la terapia combinada física y psicológica. Ambos recibieron formación de Carl Gustav Jung a mediados de la década de 1920 y Heyer se convirtió en un amigo cercano de Jung. Fue adjunto de Jung durante un año cuando este asumió la controvertida presidencia de la Allgemeine Ärztliche Gesellschaft für Psychotherapie, y Jung escribió una introducción para Der Organismus der Seele de Heyer. En 1936, sin embargo, él y Jung discutieron en la reunión anual de la sociedad.
Lucie Grote se divorció de Heyer a mediados de la década de 1930, en parte a causa de sus inclinaciones políticas: se unió al partido nazi en 1937, y en 1939 se trasladó a Berlín para enseñar y ver pacientes en el Göring-Institut. Aunque personalmente no pareciera antisemita - en septiembre de 1938, por ejemplo, escribió una cálida carta de recomendación para el Judío Max Zeller, que había estado en análisis con él ese año, antes de ser internado en un campo - Heyer permaneció como miembro del partido nazi hasta 1944. En 1944, revisando la edición alemana de los escritos de Jung, Heyer criticó al "público democrático occidental" de Jung y su ataque contra el totalitarismo. Después de la guerra, Jung denunció a Heyer por su pasado nazi y rehusó volver a reunirse con él de nuevo. Heyer se trasladó a ejercer y escribir a la Baviera rural hasta su muerte. La hija de Heyer quemó todos los papeles de su padre.

## Obra
- Seelenführung: Möglichkeiten, Wege, Grenzen, Potsdam: Müller & Kiepenheuer, 1929.
- Der Organismus der Seele : Eine Einführung in die analytische Seelenheilkunde, München: J. F. Lehmann, 1932. Traducido por Eden Paul y Cedar Paul como The organism of the mind; an introduction to analytical psychotherapy, London: K. Paul, Trench, Trubner & Co., 1933.
- Praktische Seelenheilkunde; eine Einführung in die Psychotherapie für Ärzte und Studierende, München: J.F. Lehmann, 1935.